# 12º Congresso degli Stati Uniti d'America
Il 12º Congresso degli Stati Uniti d'America, formato dal Senato e dalla Camera dei rappresentanti, si è riunito presso il Campidoglio di Washington, D.C. dal 4 marzo 1811 al 4 marzo 1813 durante il terzo e il quarto anno della presidenza di James Madison. In questo Congresso il Partito Democratico-Repubblicano ha mantenuto il controllo della maggioranza sia al Senato che alla Camera.

## Cronologia ed eventi importanti
Due minacce si prospettavano di fronte al 12º Congresso e al governo degli Stati Uniti. Da un lato, sia la Gran Bretagna che la Francia (impegnate l'una contro l'altra nelle guerre napoleoniche) continuavano a disturbare il traffico commerciale statunitense nell'Atlantico e nel Mediterraneo. D'altro canto, un nuovo problema sorse a occidente, dove diverse tribù indiane (guidate dal capo degli Shawnee, Tecumseh) si coalizzarono sentendosi minacciate dall'espansionismo degli Stati Uniti. A entrambe queste minacce cercarono di trovare una soluzione aggressiva una nuova "leva" di esponenti politici (come Henry Clay, eletto speaker della Camera dei rappresentanti, e John C. Calhoun), i quali spinsero il Congresso ad approvare una serie di norme per rafforzare ed espandere le dimensioni e il potere delle Forze Armate statunitensi.
Una nuova sfida però si prospettò all'orizzonte. A partire dall'inizio del conflitto contro la Francia di Napoleone, l'Impero britannico aveva messo in atto un durissimo blocco navale sull'Atlantico per bloccare il traffico commerciale tra Stati Uniti e Francia. Oltre alla pratica della "pressa" (ovvero la cattura e il reclutamento forzato) nei confronti dei marinai statunitensi, i britannici si resero protagonisti di alcuni episodi (come l'affare Leopard-Chesapeake) che fecero crescere la tensione e l'avversione nei loro confronti negli Stati Uniti, oltre ad appoggiare le tribù indiane che contrastavano l'espansione ad ovest statunitense. Nel giugno 1812 lo scontro diventò inevitabile. Il presidente Madison, in parte costretto dall'ala più oltranzista del Congresso, dichiarò guerra alla Gran Bretagna. Il conflitto durerà fino al 1814 e metterà in serio pericolo la stabilità politica degli Stati Uniti, oltre ad essere il primo che vide gli Stati Uniti combattere contro una nazione straniera.

### Cronologia
- 22 marzo 1811 - L'esploratore britannico David Thompson raggiunge la confluenza dei fiumi Columbia e Snake (nell'attuale territorio dello stato di Washington) proclamando l'appartenenza di quelle terre alla Corona britannica. È una minaccia diretta all'espansione verso la costa del Pacifico degli Stati Uniti.
- 11 ottobre 1811 - Il battello a vapore Juliana (di proprietà dell'inventore John Stevens) comincia il suo servizio regolare di trasporto tra New York e Hoboken.
- 7 novembre 1811 - Un corpo di spedizione statunitense di mille uomini, guidato da William Henry Harrison, sconfigge la coalizione indiana del capo degli Shawnee Tecumseh (che però al momento non è presente) nella battaglia di Tippecanoe per poi conquistare la base di questi ultimi a Prophetstown. Dopo lo scontro arrivano conferme dell'appoggio britannico agli indiani in chiave anti-statunitense: un passo ulteriore verso lo scontro imminente tra i due paesi, che vedrà proprio Tecumseh protagonista a fianco dell'Impero britannico.
- 16 dicembre 1811 - Un violentissimo terremoto (di magnitudine 7.2-8.2) sconvolge la regione ad est delle Montagne Rocciose con epicentro a New Madrid, nel Territorio della Louisiana (nell'odierno stato del Missouri). È il primo terremoto di uno sciamo sismico che durerà fino al 7 febbraio 1812.
- 26 dicembre 1811 - Durante un evento benefico che si tiene presso il Richmond Theatre di Richmond (Virginia) scoppia un incendio devastante. Le fiamme uccidono ben 72 persone tra cui il governatore della Virginia George William Smith e il presidente della First National Bank della Virginia Abraham B. Venable.
- 2 febbraio 1812 - La Russia zarista fonda a Fort Ross, in California, una base commerciale per il traffico di pellicce.
- 26 marzo 1812 - La Boston Gazette pubblica una vignetta satirica nella quale compare il termine "Gerrymander", per commentare l'approvazione dei nuovi confini delle circoscrizioni elettorali del Massachusetts, promossa dal governatore Elbridge Gerry, preordinate ad avvantaggiare i candidati del proprio partito alle prossime elezioni. Il gerrymandering è un fenomeno ancora attuale nella politica statunitense, in alcune occasioni censurato dalle corti giudiziarie.
- 4 aprile 1812 - Il presidente Madison approva un provvedimento di embargo rivolto nei confronti della Gran Bretagna.
- 20 aprile 1812 - Il vicepresidente George Clinton muore nel suo ufficio a Washington, D.C..
- 30 aprile 1812 - La Louisiana viene ammessa come 18º stato dell'Unione.
- 1 giugno 1812 - Il presidente James Madison invia al Congresso un messaggio nel quale si limita a ricordare le scorrettezze britanniche a danno degli Stati Uniti degli anni precedenti. Tuttavia la Camera dei rappresentanti delibera (con 79 sì e 49 no) la dichiarazione di guerra contro l'Impero britannico, seguita dal Senato (con 19 sì e 13 no).
- 4 giugno 1812 - Il territorio restante fuori dai confini del nuovo stato della Louisiana viene ufficialmente nominato Territorio del Missouri.
- 18 giugno 1812 - Madison ratifica la dichiarazione di guerra del Congresso e inizia ufficialmente la guerra del 1812 contro l'Impero britannico.
- 12 luglio 1812 - Un'armata statunitense, al comando di William Hull, invade l'Alto Canada (colonia britannica a quei tempi corrispondente all'odierno Ontario).
- 5 agosto 1812 - Una forza indiana, al comando di Tecumseh, assalta di sorpresa il contingente statunitense guidato da Thomas Van Horne a Brownstone Creek costringendolo a ritirarsi.
- 7 agosto 1812 - Una milizia di 130 uomini (filibusters, nel gergo militare) oltrepassa il confine della Louisiana e si riversa nel Texas spagnolo, per poi subito dopo assaltare e conquistare la cittadina di Nacogdoches.
- 15 agosto 1812 - Una forza di indiani Potawatomi assalta e dà alle fiamme il forte di Dearborn (nell'area dell'odierna Chicago). Il governo federale successivamente dichiara il Territorio dell'Illinois pericoloso per i migranti statunitensi che si spingono in quelle regioni verso ovest, e si prepara a sgomberare l'intero Territorio delle popolazioni native.
- 16 agosto 1812 - Il generale statunitense William Hull si arrende senza opporre resistenza alle forze britannico-indiane del generale britannico Isaac Brock e cede Fort Detroit al nemico.
- 19 agosto 1812 - Al largo della Nuova Scozia la USS Constitution statunitense affonda la fregata britannica HMS Guerriere.
- 13 settembre 1812 - La spedizione dei "filibustieri" nel Texas spagnolo continua a mietere successi, con la conquista della città di Santisima Trinidad de Salcedo.
- 9 ottobre 1812 - Le forze navali statunitensi del tenente Jesse Duncan Elliott catturano due navi da guerra britanniche, la HMS Detroit e la HMS Caledonia.
- 13 ottobre 1812 - Prima dell'inverno, le forze statunitensi del generale Stephen Van Rensselaer vogliono conquistare una testa di ponte sul lato canadese del fiume Niagara nei pressi di Queenston, nell'Alto Canada. Le forze britanniche di Isaac Brock si oppongono al progetto e scoppia una violenta battaglia dove, nonostante la loro superiorità numerica, gli statunitensi subiscono una sconfitta cocente che blocca il loro tentativo di conquistare l'Alto Canada britannico. I britannici, comunque, perdono in battaglia il loro comandante.
- 5 novembre - James Madison vince le elezioni presidenziali del 1812 e viene riconfermato presidente degli Stati Uniti.
- 29 dicembre 1812 - La USS Constitution sconfigge la fregata britannica HMS Java al largo della costa brasiliana.

## Stati e territori approvati
- 30 aprile 1812 - La Louisiana viene ammessa come 18º stato dell'Unione. Precedentemente era conosciuta come Territorio di Orleans.
- 4 giugno 1812 - Viene ufficialmente organizzato il Territorio del Missouri dalla porzione di territorio rimasta fuori dalla creazione dello stato della Louisiana.

## Partiti

### Senato
|                               | Partiti         | Partiti |         |   |
| ----------------------------- | --------------- | ------- | ------- | - |
|                               |                 |         |         |   |
| Democratico-Repubblicano (DR) | Federalista (F) | Totali  | Vacanti |   |
| Congresso precedente          | 26              | 8       | 34      | 0 |
|                               |                 |         |         |   |
| Inizio                        | 26              | 7       | 33      | 1 |
| Fine                          | 29              | 7       | 36      | 0 |
| % Fine                        | 80,6%           | 19,4%   |         |   |
|                               |                 |         |         |   |
| Inizio Congresso successivo   | 27              | 6       | 33      | 0 |

### Camera dei rappresentanti
|                             | Partiti                       | Partiti         |        |         |
| --------------------------- | ----------------------------- | --------------- | ------ | ------- |
|                             |                               |                 |        |         |
|                             | Democratico-Repubblicano (DR) | Federalista (F) | Totali | Vacanti |
| Congresso precedente        | 95                            | 46              | 141    | 0       |
|                             |                               |                 |        |         |
| Inizio                      | 106                           | 36              | 142    | 0       |
| Fine                        | 106                           | 36              | 142    | 1       |
| % Fine                      | 74,6%                         | 25,4%           |        |         |
|                             |                               |                 |        |         |
| Inizio Congresso successivo | 108                           | 68              | 176    | 6       |

## Leadership

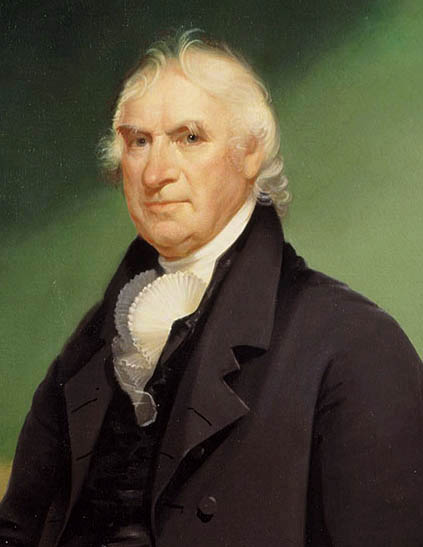
Il presidente del Senato George Clinton, deceduto durante questo Congresso.

### Senato
- Presidente: George Clinton (DR), fino al 20 aprile 1812
  - dal 20 aprile 1820, incarico vacante
- Presidente pro tempore: William H. Crawford (DR)

### Camera dei rappresentanti
- Speaker: Henry Clay (DR)

## Membri

### Senato

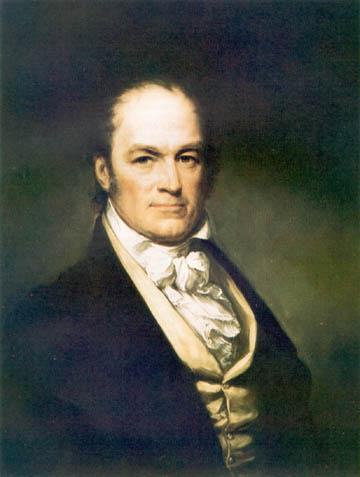
Il presidente pro tempore del Senato William H. Crawford.

I senatori sono eletti ogni due anni e ad ogni Congresso ne viene rinnovato un terzo. Prima del nome di ogni senatore viene indicata la "classe", ovvero il ciclo di elezioni in cui è stato eletto. Nel 12º Congresso furono sottoposti ad elezione i senatori di classe 3.
Carolina del Nord
- 2. James Turner (DR)
- 3. Jesse Franklin (DR)

Carolina del Sud
- 2. John Taylor (DR)
- 3. John Gaillard (DR)

Connecticut
- 1. Samuel W. Dana (F)
- 3. Chauncey Goodrich (F)

Delaware
- 1. Outerbridge Horsey (F)
- 2. James A. Bayard (F)

Georgia
- 2. William H. Crawford (DR)
- 3. Charles Tait (DR)

Kentucky
- 2. George M. Bibb (DR)
- 3. John Pope (DR)

Louisiana
- 2. Jean N. Destréhan (?), dal 3 settembre 1812 al 1º ottobre 1812
  - Thomas Posey (DR), dall'8 ottobre 1812 al 4 febbraio 1813
  - James Brown (DR), dal 5 febbraio 1813
- 3. Allan B. Magruder (DR), dal 3 settembre 1812

Maryland
- 1. Samuel Smith (DR)
- 3. Philip Reed (DR)

Massachusetts
- 1. James Lloyd (F)
- 2. Joseph B. Varnum (DR), dal 29 giugno 1811

New Hampshire
- 2. Nicholas Gilman (DR)
- 3. Charles Cutts (F), dal 21 giugno 1810

New Jersey
- 1. John Lambert (DR)
- 2. John Condit (DR)

New York
- 1. Obadiah German (DR)
- 3. John Smith (DR)

Ohio
- 1. Thomas Worthington (DR)
- 3. Alexander Campbell (DR)

Pennsylvania
- 1. Michael Leib (DR)
- 3. Andrew Gregg (DR)

Rhode Island
- 1. Christopher G. Champlin (F), fino al 2 ottobre 1811
  - William Hunter, Jr. (F), dal 28 ottobre 1811
- 2. Jeremiah B. Howell (DR)

Tennessee
- 1. Joseph Anderson (DR)
- 2. Jenkin Whiteside (DR), fino all'8 ottobre 1811
  - George W. Campbell (DR), dall'8 ottobre 1811

Vermont
- 1. Jonathan Robinson (DR)
- 3. Stephen R. Bradley (DR)

Virginia
- 1. Richard Brent (DR)
- 2. William B. Giles (DR)

### Camera dei rappresentanti

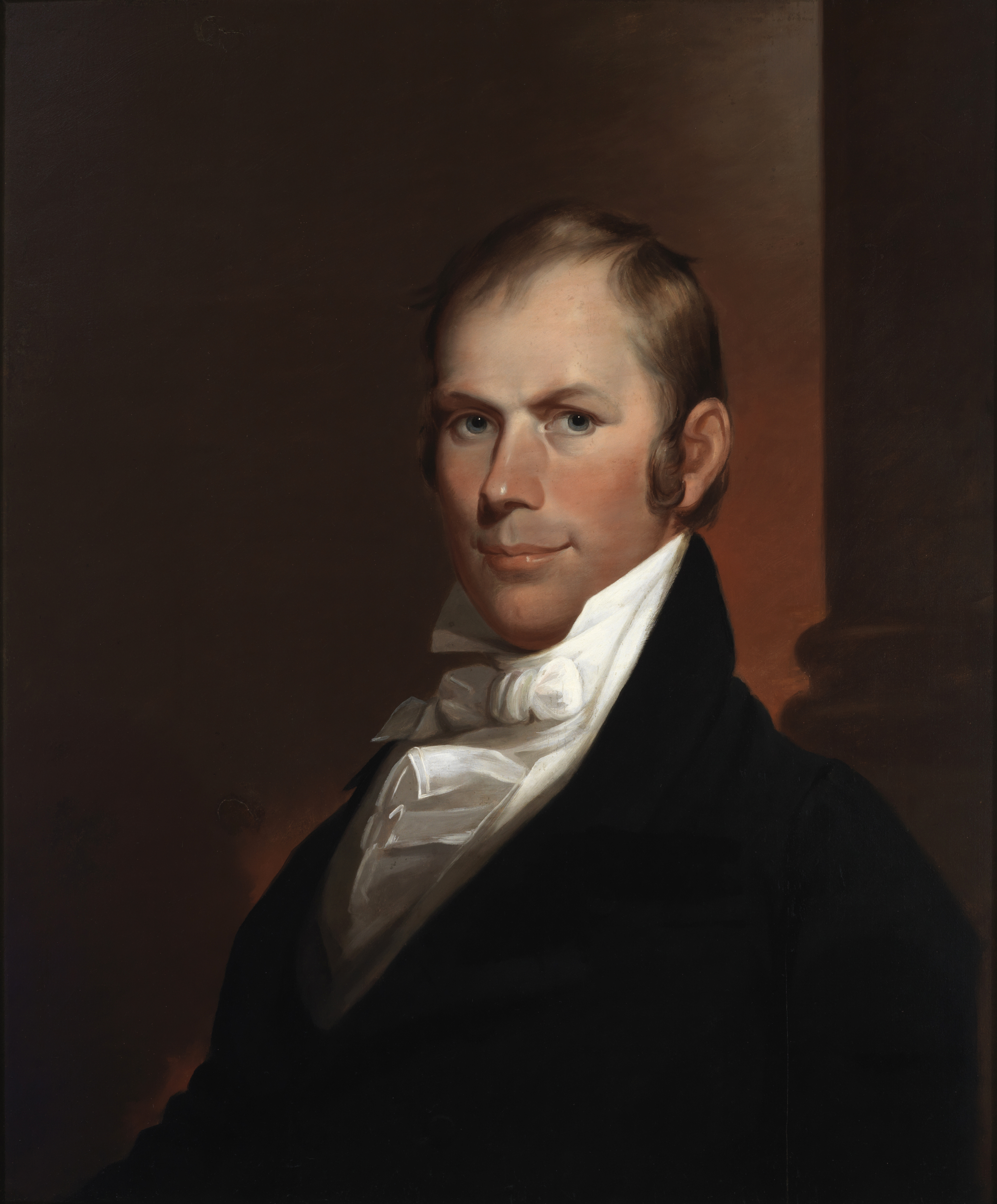
Lo speaker della Camera dei rappresentanti Henry Clay.

Nell'elenco, prima del nome del membro, viene indicato il distretto elettorale di provenienza o se quel membro è stato eletto in un collegio unico (at large).
Carolina del Nord
- 1. Lemuel Sawyer (DR)
- 2. Willis Alston (DR)
- 3. Thomas Blount (DR), fino al 7 febbraio 1812
  - William Kennedy (DR), dal 30 gennaio 1813
- 4. William Blackledge (DR)
- 5. William R. King (DR)
- 6. Nathaniel Macon (DR)
- 7. Archibald McBryde (F)
- 8. Richard Stanford (DR)
- 9. James Cochran (DR)
- 10. Joseph Pearson (F)
- 11. Israel Pickens (DR)
- 12. Meshack Franklin (DR)

Carolina del Sud
- 1. Langdon Cheves (DR)
- 2. William Butler, Sr. (DR)
- 3. David R. Williams (DR)
- 4. William Lowndes (DR)
- 5. Richard Winn (DR)
- 6. John C. Calhoun (DR)
- 7. Thomas Moore (DR)
- 8. Elias Earle (DR)

Connecticut
- At-large. Epaphroditus Champion (F)
- At-large. John Davenport (F)
- At-large. Lyman Law (F)
- At-large. Jonathan O. Moseley (F)
- At-large. Timothy Pitkin (F)
- At-large. Lewis B. Sturges (F)
- At-large. Benjamin Tallmadge (F)

Delaware
- At-large. Henry M. Ridgely (F)

Georgia
- At-large. William W. Bibb (DR)
- At-large. Howell Cobb (DR), fino all'ottobre 1812
  - William Barnett (DR), dal 5 ottobre 1812
- At-large. Bolling Hall (DR)
- At-large. George M. Troup (DR)

Kentucky
- 1. Anthony New (DR)
- 2. Samuel McKee (DR)
- 3. Stephen Ormsby (DR)
- 4. Richard M. Johnson (DR)
- 5. Henry Clay (DR)
- 6. Joseph Desha (DR)

Louisiana
- At-large. Thomas B. Robertson (DR), dal 23 dicembre 1812

Maryland
- 1. Philip Stuart (F)
- 2. Joseph Kent (DR)
- 3. Philip B. Key (F)
- 4. Samuel Ringgold (DR)
- 5. Peter Little (DR)
- 5. Alexander McKim (DR)
- 6. John Montgomery (DR), fino al 29 aprile 1811
  - Stevenson Archer (DR), dal 26 ottobre 1811
- 7. Robert Wright (DR)
- 8. Charles Goldsborough (F)

Massachusetts
- 1. Josiah Quincy III (F)
- 2. William Reed (F)
- 3. Leonard White (F)
- 4. Joseph B. Varnum (DR), fino al 29 giugno 1811
  - William M. Richardson (DR), dal 4 novembre 1811
- 5. William Ely (F)
- 6. Samuel Taggart (F)
- 7. Charles Turner, Jr. (DR)
- 8. Isaiah L. Green (DR)
- 9. Laban Wheaton (F)
- 10. Elijah Brigham (F)
- 11. Abijah Bigelow (F)
- 12. Ezekiel Bacon (DR)
- 13. Ebenezer Seaver (DR)
- 14. Richard Cutts (DR)
- 15. William Widgery (DR)
- 16. Peleg Tallman (DR)
- 17. Barzillai Gannett (DR), fino al 1812
  - Francis Carr (DR), dal 6 aprile 1812

New Hampshire
- At-large. Josiah Bartlett, Jr. (DR)
- At-large. Samuel Dinsmoor (DR)
- At-large. Obed Hall (DR)
- At-large. John A. Harper (DR)
- At-large. George Sullivan (F)

New Jersey
- At-large. Adam Boyd (DR)
- At-large. Lewis Condict (DR)
- At-large. Jacob Hufty (DR)
- At-large. George C. Maxwell (DR)
- At-large. James Morgan (DR)
- At-large. Thomas Newbold (DR)

New York
- 1. Ebenezer Sage (DR)
- 2. Samuel L. Mitchill (DR)
- 2. William Paulding, Jr. (DR)
- 3. Pierre Van Cortlandt, Jr. (DR)
- 4. James Emott (F)
- 5. Thomas B. Cooke (DR)
- 6. Asa Fitch (F)
- 6. Robert Le Roy Livingston (F), fino al 6 maggio 1812
  - Thomas P. Grosvenor (F), dal 29 gennaio 1813
- 7. Harmanus Bleecker (F)
- 8. Benjamin Pond (DR)
- 9. Thomas Sammons (F)
- 10. Silas Stow (DR)
- 11. Thomas R. Gold (F)
- 12. Arunah Metcalf (DR)
- 13. Uri Tracy (DR)
- 14. Daniel Avery (DR)
- 15. Peter B. Porter (DR)

Ohio
- At-large. Jeremiah Morrow (DR)

Pennsylvania
- 1. William Anderson (DR)
- 1. James Milnor (F)
- 1. Adam Seybert (DR)
- 2. Robert Brown (DR)
- 2. Jonathan Roberts (DR)
- 2. William Rodman (DR)
- 3. Roger Davis (DR)
- 3. John M. Hyneman (DR)
- 3. Joseph Lefever (DR)
- 4. David Bard (DR)
- 4. Robert Whitehill (DR)
- 5. George Smith (DR)
- 6. William Crawford (DR)
- 7. William Piper (DR)
- 8. William Findley (DR)
- 9. John Smilie (DR), fino al 30 dicembre 1812
  - seggio vacante, dal 30 dicembre 1812
- 10. Aaron Lyle (DR)
- 11. Abner Lacock (DR)

Rhode Island
- At-large. Richard Jackson, Jr. (F)
- At-large. Elisha R. Potter (F)

Tennessee
- 1. John Rhea (DR)
- 2. John Sevier (DR)
- 3. Felix Grundy (DR)

Vermont
- 1. Samuel Shaw (DR)
- 2. William Strong (DR)
- 3. James Fisk (DR)
- 4. Martin Chittenden (F)

Virginia
- 1. Thomas Wilson (F)
- 2. John Baker (F)
- 3. John Smith (DR)
- 4. William McCoy (DR)
- 5. James Breckinridge (F)
- 6. Daniel Sheffey (F)
- 7. Joseph Lewis, Jr. (F)
- 8. John P. Hungerford (DR), fino al 29 novembre 1811
  - John Taliaferro (DR), dal 29 novembre 1811
- 9. Aylett Hawes (DR)
- 10. John Dawson (DR)
- 11. John Roane (DR)
- 12. Burwell Bassett (DR)
- 13. William A. Burwell (DR)
- 14. Matthew Clay (DR)
- 15. John Randolph (DR)
- 16. James Pleasants (DR)
- 17. Thomas Gholson, Jr. (DR)
- 18. Peterson Goodwyn (DR)
- 19. Edwin Gray (DR)
- 20. Thomas Newton, Jr. (DR)
- 21. Hugh Nelson (DR)
- 22. John Clopton (DR)

#### Membri non votanti
Territorio dell'Illinois
- Shadrach Bond, dal 3 dicembre 1812

Territorio dell'Indiana
- Jonathan Jennings

Territorio del Mississippi
- George Poindexter

Territorio del Missouri
- Edward Hempstead, dal 9 novembre 1812

Territorio di Orleans
- vacante fino al 29 aprile 1812[3]

## Cambiamenti nella rappresentanza

### Senato
| Stato (classe)    | Membro precedente           | Ragione del cambiamento | Successore              | Data della successione               |
| ----------------- | --------------------------- | --- | ----------------------- | ------------------------------------ |
| Massachusetts (2) | Seggio vacante              | Il Congresso statale ha eletto il senatore più tardi rispetto agli inizi dei lavori del Congresso federale.                        | Joseph B. Varnum (DR)   | 29 giugno 1811                       |
| Rhode Island (1)  | Christopher G. Champlin (F) | Champlin si è dimesso il 2 ottobre 1811.                                                                                           | William Hunter, Jr. (F) | 28 ottobre 1811                      |
| Tennessee (2)     | Jenkin Whiteside (DR)       | Whiteside si è dimesso l'8 ottobre 1811.                                                                                           | George W. Campbell (DR) | 8 ottobre 1811                       |
| Louisiana (3)     | Nuovo seggio                | La Louisiana è stata ammessa all'Unione il 30 aprile 1812.                                                                         | Allan B. Magruder (DR)  | 3 settembre 1812                     |
| Louisiana (2)     | Nuovo seggio                | La Louisiana è stata ammessa all'Unione il 30 aprile 1812.                                                                         | Jean N. Destréhan (DR)  | 3 settembre 1812                     |
| Louisiana (2)     | Jean N. Destréhan (DR)      | Destréhan è stato destituito dalla carica per il suo mancato rispetto dei requisiti soggettivi per svolgere la carica di senatore. | Thomas Posey (DR)       | Nominato ad interim l'8 ottobre 1812 |
| Louisiana (2)     | Thomas Posey (DR)           | Posey ha perso le elezioni di conferma del suo incarico ad interim.                                                                | James Brown (DR)        | 5 febbraio 1812                      |

### Camera dei rappresentanti
| Distretto                | Membro precedente            | Ragione del cambiamento | Successore                 | Data della successione        |
| ------------------------ | ---------------------------- | --- | -------------------------- | ----------------------------- |
| 6° Maryland              | John Montgomery (DR)         | Montgomery si è dimesso il 29 aprile 1811 per assumere la carica di Procuratore generale del Maryland.                                                                       | Stevenson Archer (DR)      | 26 ottobre 1811               |
| 4° Massachusetts         | Joseph B. Varnum (DR)        | Varnum si è dimesso il 29 giugno 1811 per assumere la carica di senatore. | William M. Richardson (DR) | Insediato il 4 novembre 1811  |
| 8° Virginia              | John P. Hungerford (DR)      | Hungerford è stato destituito dalla carica per contestazioni sulla sua elezione.                                                                                             | John Taliaferro (DR)       | Insediato il 29 novembre 1811 |
| 17° Massachusetts        | Barzillai Gannett (DR)       | Gannett si è dimesso nel 1812. | Francis Carr (DR)          | Insediato il 6 aprile 1812    |
| 3° Carolina del Nord     | Thomas Blount (DR)           | Blount è deceduto il 7 febbraio 1812. | William Kennedy (DR)       | Insediato il 30 gennaio 1813  |
| Territorio di Orleans    | Seggio vacante               | Julien de Lallande Poydras si era già dimesso nel precedente Congresso e il seggio è rimasto vacante fino all'istituzione del nuovo stato della Louisiana il 30 aprile 1812. | Seggio vacante             |                               |
| At-large Louisiana       | Seggio inesistente           | Julien de Lallande Poydras si era già dimesso nel precedente Congresso e il seggio è rimasto vacante fino all'istituzione del nuovo stato della Louisiana il 30 aprile 1812. | Thomas B. Robertson (DR)   | Insediato il 30 aprile 1812   |
| 6° New York              | Robert Le Roy Livingston (F) | Livingston si è dimesso il 6 maggio 1812. | Thomas P. Grosvenor (F)    | Insediato il 29 gennaio 1813  |
| At-large Georgia         | Howell Cobb (DR)             | Cobb si è dimesso nel 1812. | William Barnett (DR)       | Insediato il 5 ottobre 1812   |
| Territorio del Missouri  | Seggio inesistente           | Il Territorio del Missouri è stato costituito in pendenza di questo Congresso.                                                                                               | Edward Hempstead           | Insediato il 9 novembre 1812  |
| Territorio dell'Illinois | Seggio inesistente           | Il Territorio dell'Illinois è stato costituito in pendenza di questo Congresso.                                                                                              | Shadrach Bond              | Insediato il 3 dicembre 1812  |
| 9° Pennsylvania          | John Smilie (DR)             | Smilie è deceduto il 30 dicembre 1812. Il seggio è rimasto vacante fino al Congresso successivo.                                                                             | Seggio vacante             |                               |

## Comitati
Qui di seguito si elencano i singoli comitati e i presidenti di ognuno (se disponibili).

### Senato
- Audit and Control the Contingent Expenses of the Senate
- National University
- Whole

### Camera dei rappresentanti
- Accounts
- Apportionment of Representatives (select committee)
- Bankruptcy (select committee)
- Claims
- Commerce and Manifactures
- District of Columbia
- Elections
- Post Office and Post Roads
- Public Lands
- Revisal and Unfinished Business
- Rules (select committee)
- Standards of Official Conduct
- Ways and Means
- Whole

### Comitati bicamerali (Joint)
- Enrolled Bills